# Años 1620
Los años 1620 o década del 1620 se extendió desde el 1 de enero de 1620 y terminó el 31 de diciembre de 1629.

## Acontecimientos
- 1620 - Gregorio XV sucede a Paulo V como papa.
- 1620 - Fundación Universidad Central del Ecuador
- 1623 - Urbano VIII sucede a Gregorio XV como papa.
- 1624 - Tratado de Londres (1624)
- 1629 - Gran inundación en México.